# Uranophora terminalis
Uranophora terminalis là một loài bướm đêm thuộc phân họ Arctiinae, họ Erebidae.